# Pulicaria
 Pulicaria   Gaertn., 1791 è un genere di piante angiosperme dicotiledoni della famiglia delle Asteraceae, sottofamiglia Asteroideae, tribù Inuleae e sottotribù Inulinae.

## Etimologia
Il nome generico (pulicaria) deriva dal latino “pulicarius” (= simile alle pulci) e si riferisce alle proprietà “anti-pulci” di alcune sostanze contenute nella pianta.

Il nome scientifico attualmente accettato (Pulicaria) è stato proposto dal botanico tedesco Joseph Gaertner (1732 – 1791) nella pubblicazione De Fructibus et Seminibus Plantarum del 1791.

## Descrizione

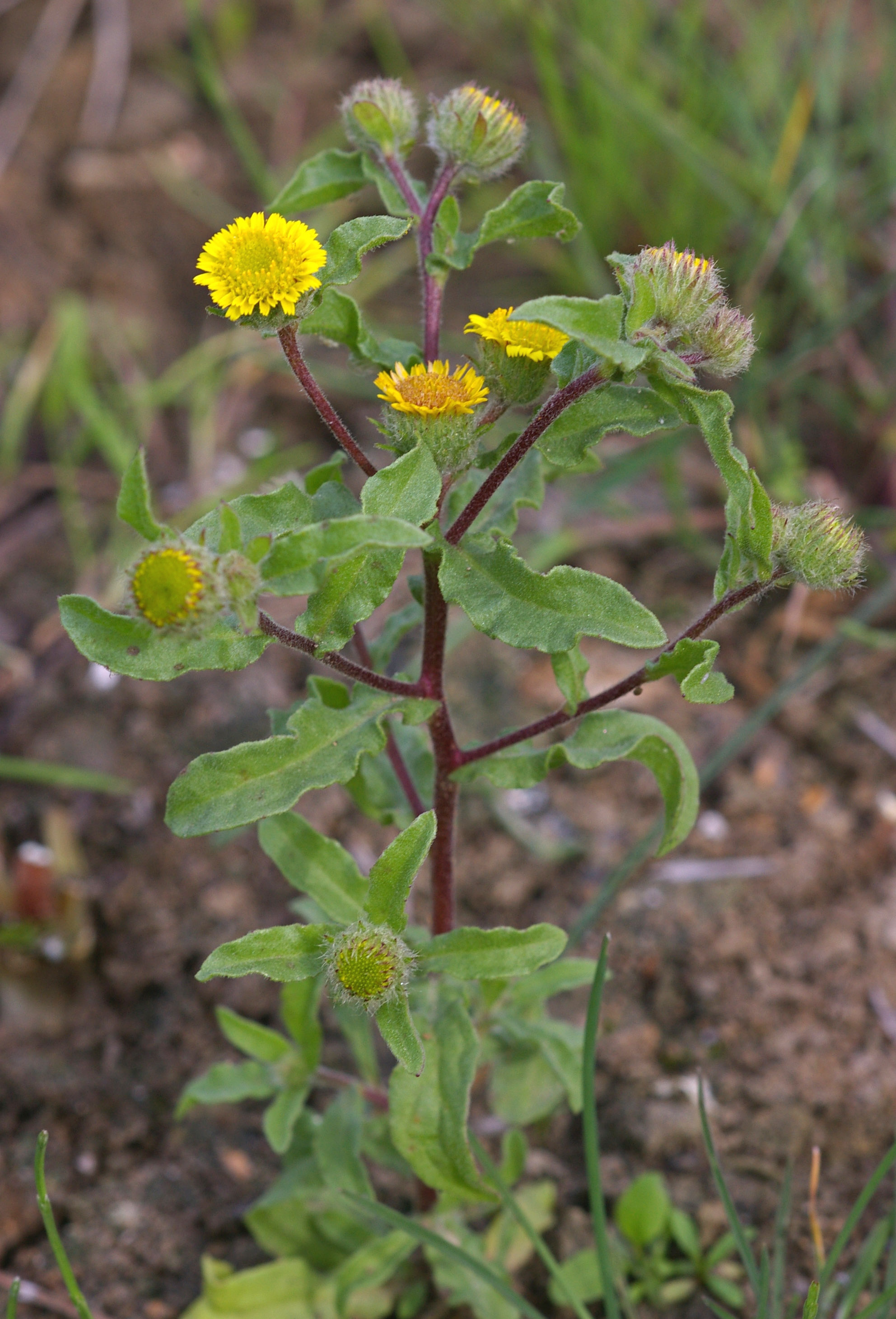
Il portamento
(Pulicaria vulgaris)

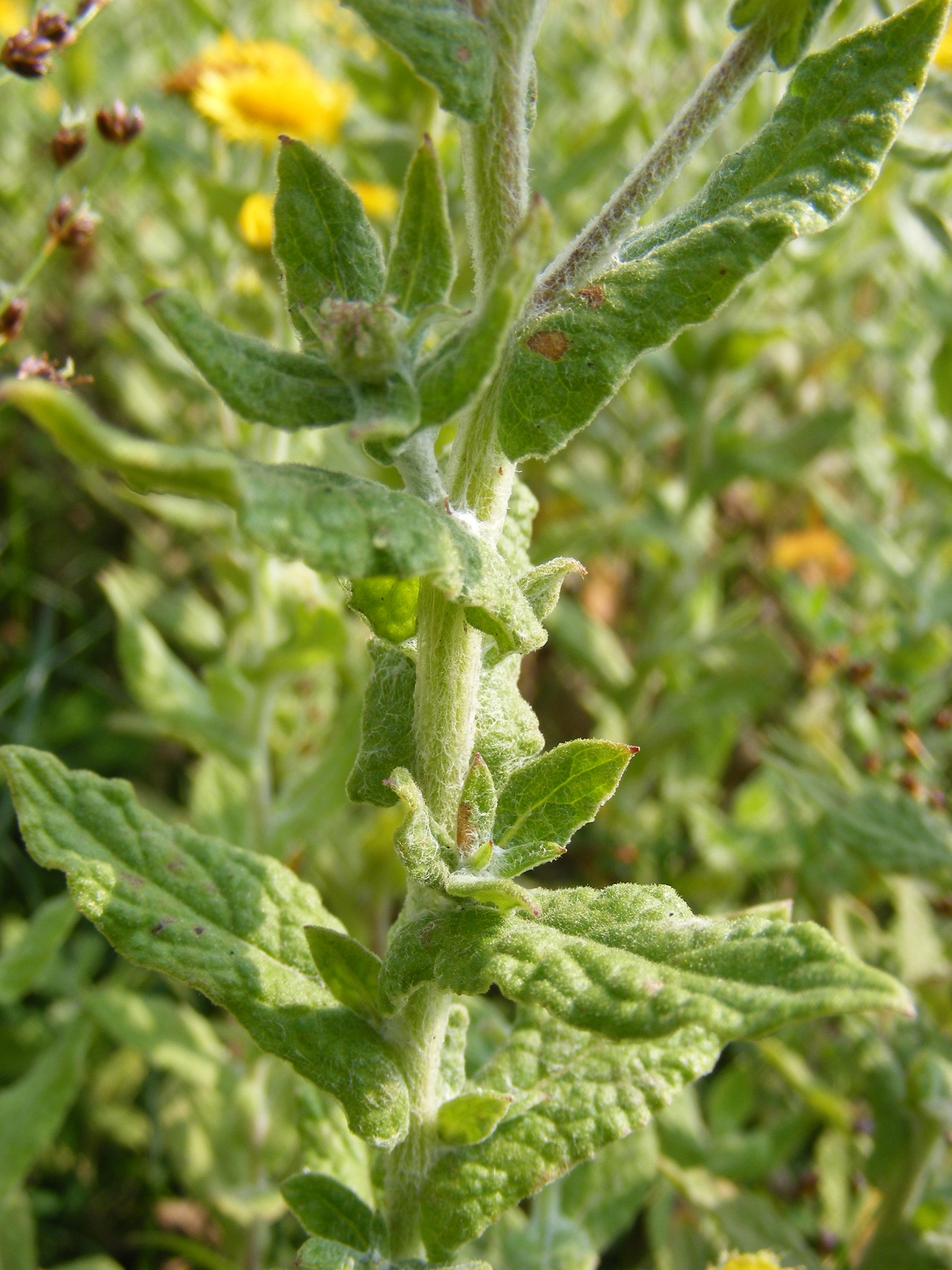
Le foglie
(Pulicaria dysenterica)

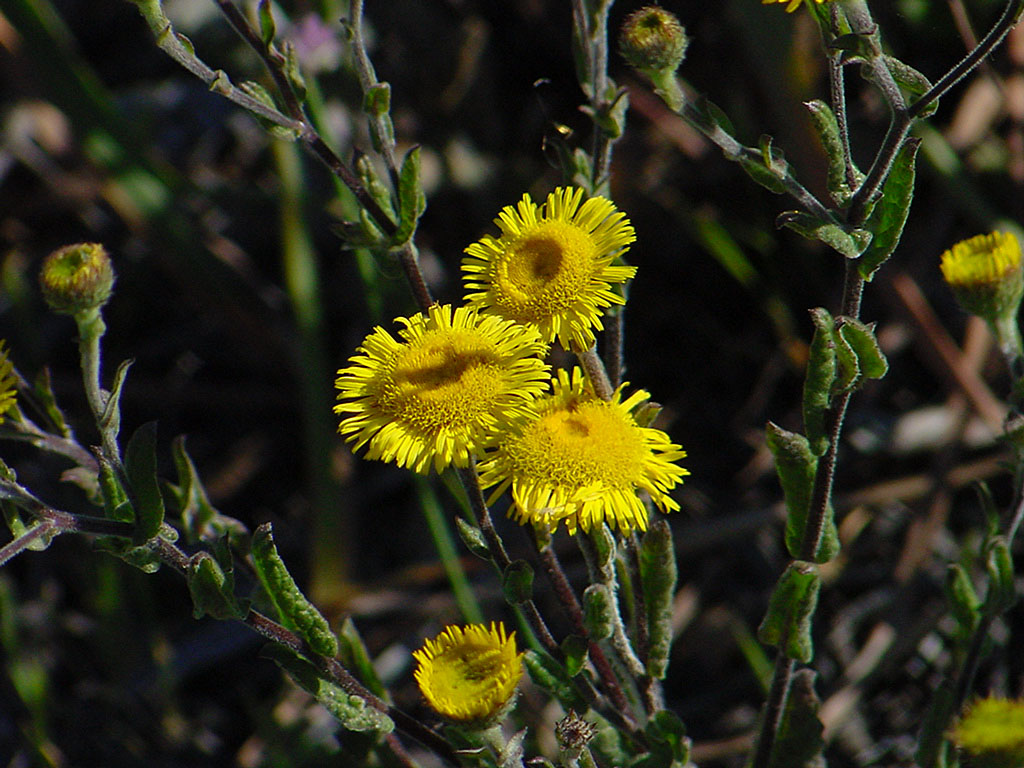
I capolini
(Pulicaria odora)

Portamento. il portamento è erbaceo annuale o perenne, oppure è arbustivo. La forma biologica delle specie di questo genere in parte è terofita scaposa (T scap), ossia piante erbacee che differiscono dalle altre forme biologiche poiché, essendo annuali, superano la stagione avversa sotto forma di seme; e in parte è emicriptofita scaposa (H scap), ossia piante perennanti con gemme poste al livello del suolo. Possono profumare ma anche con odori sgradevoli e in genere sono tomentose.
Radici. Le radici sono secondarie (da rizoma o da fittone).
Fusto. Altezza massima: 12 dm.
- Parte ipogea: la parte sotterranea può consiste in un rizoma strisciante (per le specie perenni) oppure essere fittonante (per le specie annue).
- Parte epigea: la parte aerea del fusto è eretta e ramificata nella parte alta.

Foglie. Le foglie sono intere, a forma più o meno lanceolata, sono sessili e a disposizione alterna.  La superficie è percorsa da nervi reticolati. I margini sono interi o dentati/seghettati. La superficie è pubescente.
Infiorescenza. Le infiorescenze sono formate da medi capolini sia solitari che in formazioni corimbose su sottili peduncoli fogliosi. I capolini possono essere di tipo sia radiato che disciforme, ma anche discoidi, eterogami o omogami. I capolini sono formati da un involucro composto da brattee disposte in modo embricato al cui interno un ricettacolo fa da base ai fiori ligulati periferici o fiori del raggio e ai fiori tubulosi quelli centrali o del disco. L'involucro può essere emisferico, campanulato o a forma di coppa. Le brattee sono disposte generalmente su 3-4 righe; hanno consistenza erbacea o cartilaginea, ma senza margini ialini; gli stereomi non sono divisi. Il ricettacolo, minutamente alveolato, è sprovvisto (nudo) di pagliette a protezione della base dei fiori. Diametro dell'involucro: 5 – 10 mm.
Fiori.  I fiori sono tetra-ciclici (formati cioè da 4 verticilli: calice – corolla – androceo – gineceo) e pentameri (calice e corolla formati da 5 elementi). Si distinguono in:
- fiori del raggio (esterni): sono da 20 a 30, sono femminili e sono disposti su una o più serie; la forma è ligulata (zigomorfa); possono essere assenti;
- fiori del disco (centrali): sono più numerosi (oltre 100) con forme brevemente tubulose (attinomorfe); sono ermafroditi o fertili.

- Formula fiorale:

*/x K {\displaystyle \infty }, [C (5), A (5)], G 2 (infero), achenio
- Calice: i sepali del calice sono ridotti ad una coroncina di squame.

- Corolla:

- fiori del raggio: la forma della corolla alla base è più o meno tubulosa-imbutiforme, mentre all'apice è ligulata; la ligula, lunga o corta (o minutamente radiata), può terminare con alcuni denti; il colore è giallo;
- fiori del disco: la forma è tubulare bruscamente divaricata in 4-5 brevi lobi; il colore è giallo scuro.

- Androceo: l'androceo è formato da 5 stami sorretti da filamenti generalmente liberi; gli stami sono connati e formano un manicotto circondante lo stilo; le teche (produttrici del polline) sono troncate e sono minutamente speronate. La base delle antere può essere lunga o corta con code ramificate. Il tessuto dell'endotecio è a forma radiata. Le cellule del collare dei filamenti sono piatte o di tipo mammelloso.

- Gineceo: il gineceo ha un ovario uniloculare infero formato da due carpelli.[5] Lo stilo è unico e con due stigmi nella parte apicale. Gli stigmi spesso sono provvisti di peli acuti che terminano sopra la biforcazione ma non la raggiungono. Le superfici stigmatiche confluiscono all'apice, mentre alla base sono separate in due distinte linee (lignee stigmatiche marginali[7]). Il polline è spinuloso.

Frutti. I frutti sono degli acheni a forma ellissoide o cilindrica con pappo. L'epidermide dell'achenio è caratterizzata da lunghi cristalli. Il pappo è composto da pochi peli (fino a 30) circondati alla base da una corona di squame membranose.

## Biologia
Impollinazione: l'impollinazione avviene tramite insetti (impollinazione entomogama tramite farfalle diurne e notturne).

Riproduzione: la fecondazione avviene fondamentalmente tramite l'impollinazione dei fiori (vedi sopra).

Dispersione: i semi (gli acheni) cadendo a terra sono successivamente dispersi soprattutto da insetti tipo formiche (disseminazione mirmecoria). In questo tipo di piante avviene anche un altro tipo di dispersione: zoocoria. Infatti gli uncini delle brattee dell'involucro (se presenti) si agganciano ai peli degli animali di passaggio disperdendo così anche su lunghe distanze i semi della pianta. Inoltre per merito del pappo (se presente) il vento può trasportare i semi anche a distanza di alcuni chilometri (disseminazione anemocora).

## Distribuzione e habitat
Questo genere è presente in Europa, America del nord (parte orientale - introdotto), Asia temperata/centrale e Africa del Nord. L'habitat in genere sono i luoghi non troppo secchi; le specie europee ad esempio prediligono le zone umide, fanghi e paludi..
Specie della zona alpina

Delle cinque specie spontanee della flora italiana 3 vivono sull'arco alpino. La tabella seguente mette in evidenza alcuni dati relativi all'habitat, al substrato e alla distribuzione delle specie alpine.
| Specie | Comunità vegetali | Piani vegetazionali | Substrato | pH     | Livello trofico | H2O   | Ambiente    | Zona alpina                         |
| --- | ----------------- | ------------------- | --------- | ------ | --------------- | ----- | ----------- | ----------------------------------- |
| P. dysenterica | 11                | montano collinare   | Ca - Si   | neutro | medio           | umido | B6 G4 G6 I4 | tutto l'arco alpino (escl. VC e VA) |
| P. odora | 14                | collinare           | Si        | acido  | basso           | arido | B6 G4 G6 I4 | CN                                  |
| P. vulgaris | 2                 | collinare           | Si        | acido  | alto            | umido | A4          | TO VC NO CO SO VR                   |
| Legenda e note alla tabella. Substrato con “Ca/Si” si intendono rocce di carattere intermedio (calcari silicei e simili); vengono prese in considerazione solo le zone alpine del territorio italiano (sono indicate le sigle delle province). Comunità vegetali: 2 = comunità terofiche pioniere nitrofile; 11 = comunità delle macro- e megaforbie terrestri; 14 = comunità forestali Ambienti: A4 = ambienti umidi, temporaneamente inondati o a umidità variabile; B6 = tagli rasi forestali, schiarite, strade forestali; G4 = arbusteti e margini dei boschi; G6 = arbusteti mediterranei, macchie e garighe; I4 = querceti sempreverdi mediterranei. |                   |                     |           |        |                 |       |             |                                     |

## Sistematica
La famiglia di appartenenza di questa voce (Asteraceae o Compositae, nomen conservandum) probabilmente originaria del Sud America, è la più numerosa del mondo vegetale, comprende oltre 23.000 specie distribuite su 1.535 generi, oppure 22.750 specie e 1.530 generi secondo altre fonti (una delle checklist più aggiornata elenca fino a 1.679 generi). La famiglia attualmente (2021) è divisa in 16 sottofamiglie; la sottofamiglia Asteroideae è una di queste e rappresenta l'evoluzione più recente di tutta la famiglia.

### Filogenesi
La tribù Inuleae (comprendente le Inulinae) è una delle 21 tribù della sottofamiglia Asteroideae). Da un punto di vista filogenetico, la tribù Inuleae, all'interno della sottofamiglia, fa parte del gruppo "Helianthodae". La sottotribù Inulinae è caratterizzata dalla particolare pubescenza dello stilo e dagli acheni con cristalli di ossalato di calcio.
Il genere Pulicaria è di difficile definizione: è infatti strettamente collegato al genere Inula (Pulicaria differisce soprattutto per la presenza di una coroncina membranosa alla base del pappo), ma anche ai generi Pentanema e/o Erigeron (i fiori ligulati periferici sono disposti su più serie), per cui diverse specie nel corso del tempo sono “transitate” da un genere all'altro. Studi morfologici (fatti sulle specie pakistane ma comprendenti anche specie europee) sulla struttura dell'achenio hanno evidenziato che la particolare coroncina membranosa alla base del pappo è una caratteristica peculiare del genere abbastanza significativa per distinguere le sue specie da altri generi. All'interno del genere c'è poi una grossa distinzione tra specie con achenio angoloso e specie con achenio non angoloso.
Pulicaria, nell'ambito della sottotribù, individua il "Complesso di Pulicaria": un gruppo monofiletico comprendente i generi Pallenis, Rhanterium, Pulicaria, Limbardia, Jasonia, Dittrichia e Iphiona.
I caratteri distintivi del genere sono:
- il portamento è erbaceo oppure arbustivo e ramoso;
- il tessuto endoteciale delle antere è radiale;

Il numero cromosomico delle specie di questo genere è: 2n = 12, 14, 16, 18, 20 e 36.

### Elenco delle specie
Questo genere ha 81 specie:
A - B - C
- Pulicaria adenophora Franch.
- Pulicaria albida E.Gamal-Eldin
- Pulicaria alveolosa Batt. & Trab.
- Pulicaria angustifolia DC.
- Pulicaria arabica (L.) Cass.
- Pulicaria argyrophylla Franch.
- Pulicaria armena Boiss. & Kotschy
- Pulicaria aromatica (Balf.f.) S.King-Jones & N.Kilian
- Pulicaria attentuata Hutch. & B.L.Burtt
- Pulicaria aualites Chiov.
- Pulicaria aucheri (Boiss.) Jaub. & Spach
- Pulicaria auranitica Mouterde
- Pulicaria aylmeri Baker
- Pulicaria baluchistanica Qaiser & Abid
- Pulicaria boissieri Hook.f.
- Pulicaria burchardii Hutch.
- Pulicaria canariensis Bolle
- Pulicaria carnosa (Boiss.) Burkill
- Pulicaria chrysantha (Diels) Y.Ling
- Pulicaria clausonis Pomel
- Pulicaria collenettei (Wagenitz & E.Gamal-Eldin) N.Kilian
- Pulicaria confusa E.Gamal-Eldin

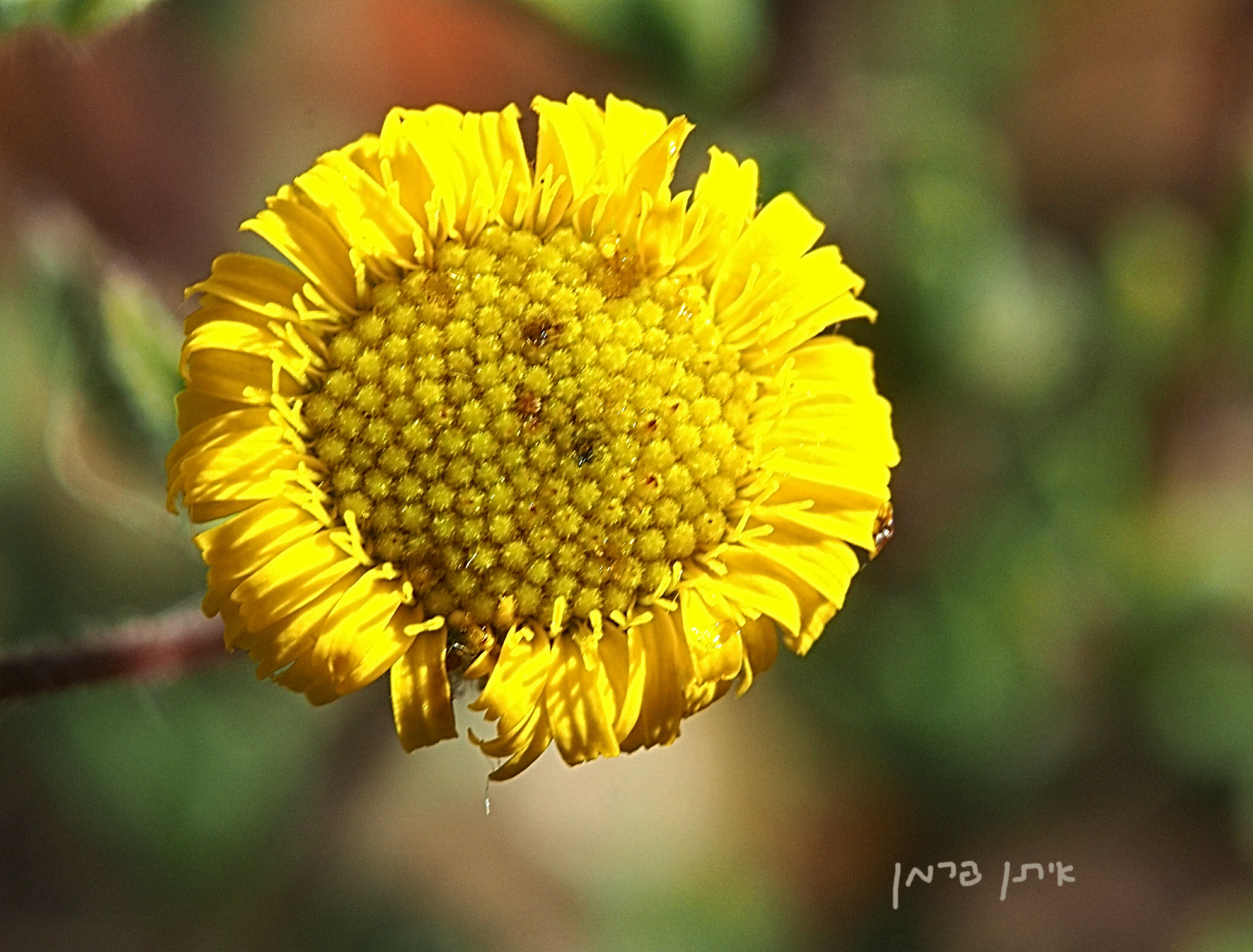
Pulicaria arabica
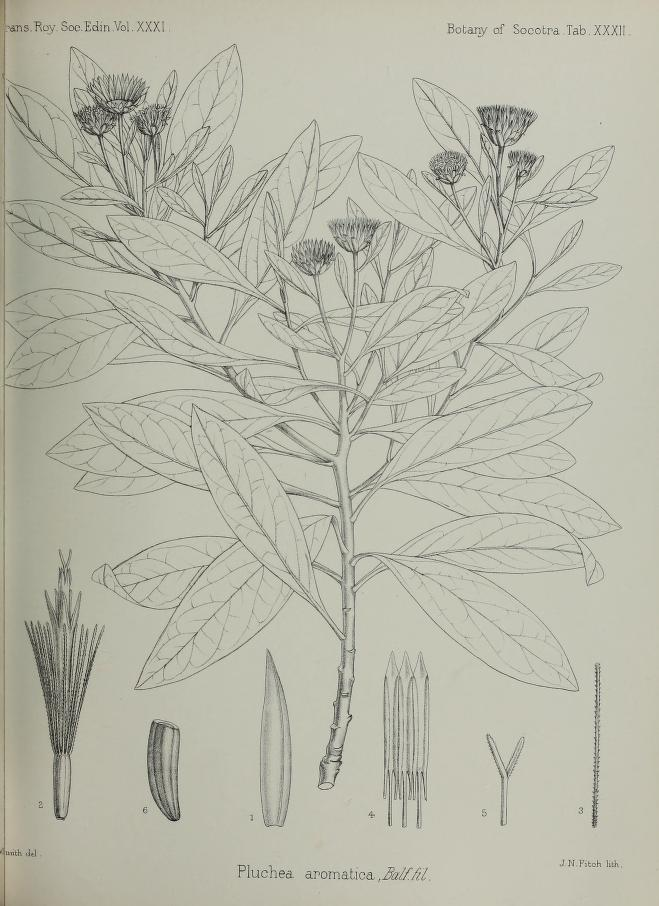
Pulicaria aromatica
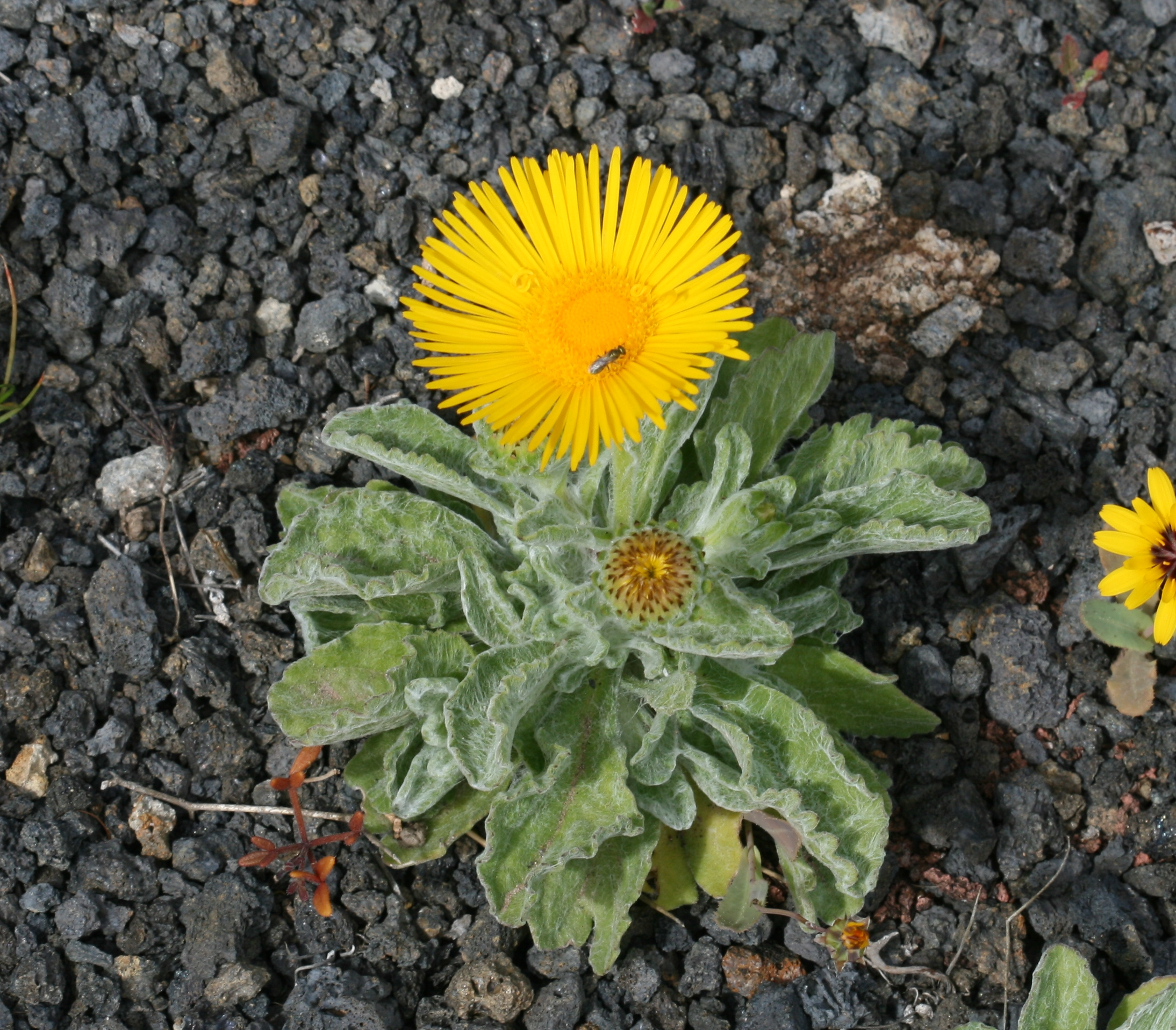
Pulicaria canariensis

D - G - F - G - H
- Pulicaria diffusa (Shuttlew. ex Brunn.) Pett.
- Pulicaria dioscorides R.Atk.
- Pulicaria discoidea (Chiov.) N.Kilian
- Pulicaria diversifolia Balf.f.
- Pulicaria dumulosa E.Gamal-Eldin
- Pulicaria dysenterica (L.) Bernh.
- Pulicaria edmondsonii E.Gamal-Eldin
- Pulicaria elegans E.Gamal-Eldin
- Pulicaria filaginoides Pomel
- Pulicaria foliolosa DC.
- Pulicaria gabrielii N.Kilian
- Pulicaria gamal-eldiniae N.Kilian & P.Hein
- Pulicaria glandulosa Caball.
- Pulicaria glaucescens (Boiss.) Jaub. & Spach
- Pulicaria glutinosa (Boiss.) Jaub. & Spach
- Pulicaria gnaphalodes (Vent.) Boiss.
- Pulicaria grandidentata Jaub. & Spach
- Pulicaria grantii Oliv. & Hiern
- Pulicaria guestii Rech.f. & Rawi
- Pulicaria hadramautica E.Gamal-Eldin & Boulos
- Pulicaria hildebrandtii Vatke

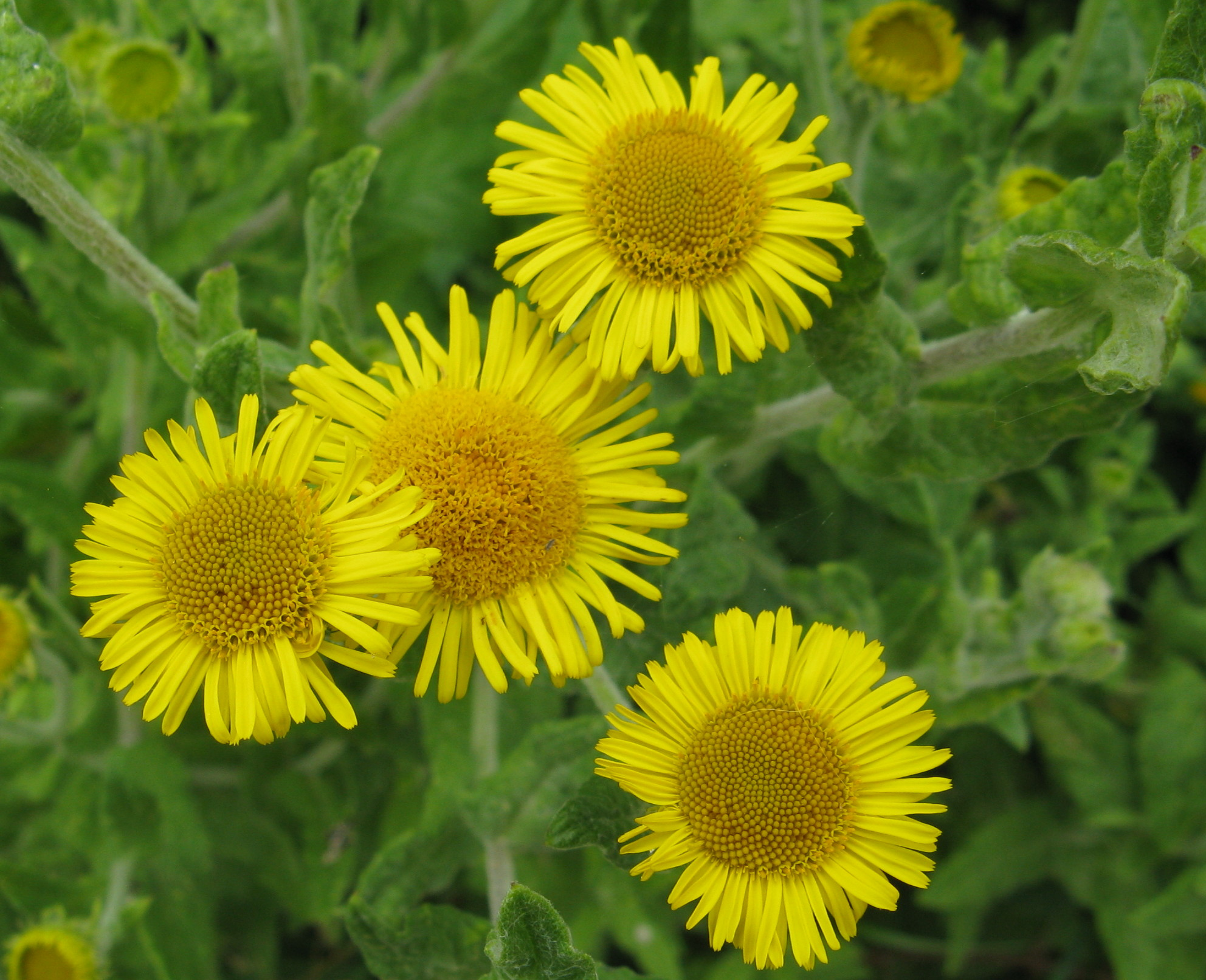
Pulicaria dysenterica
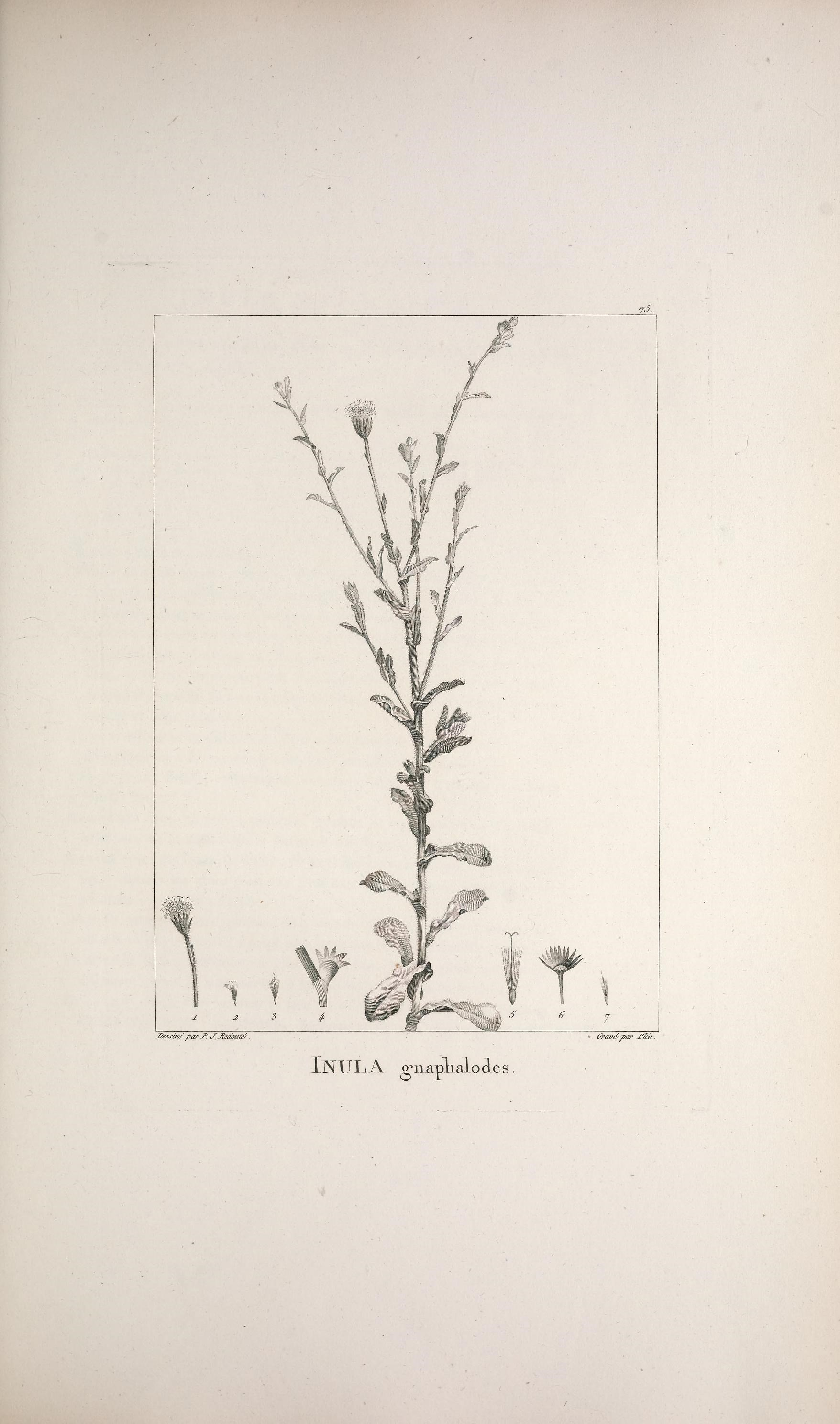
Pulicaria gnaphalodes
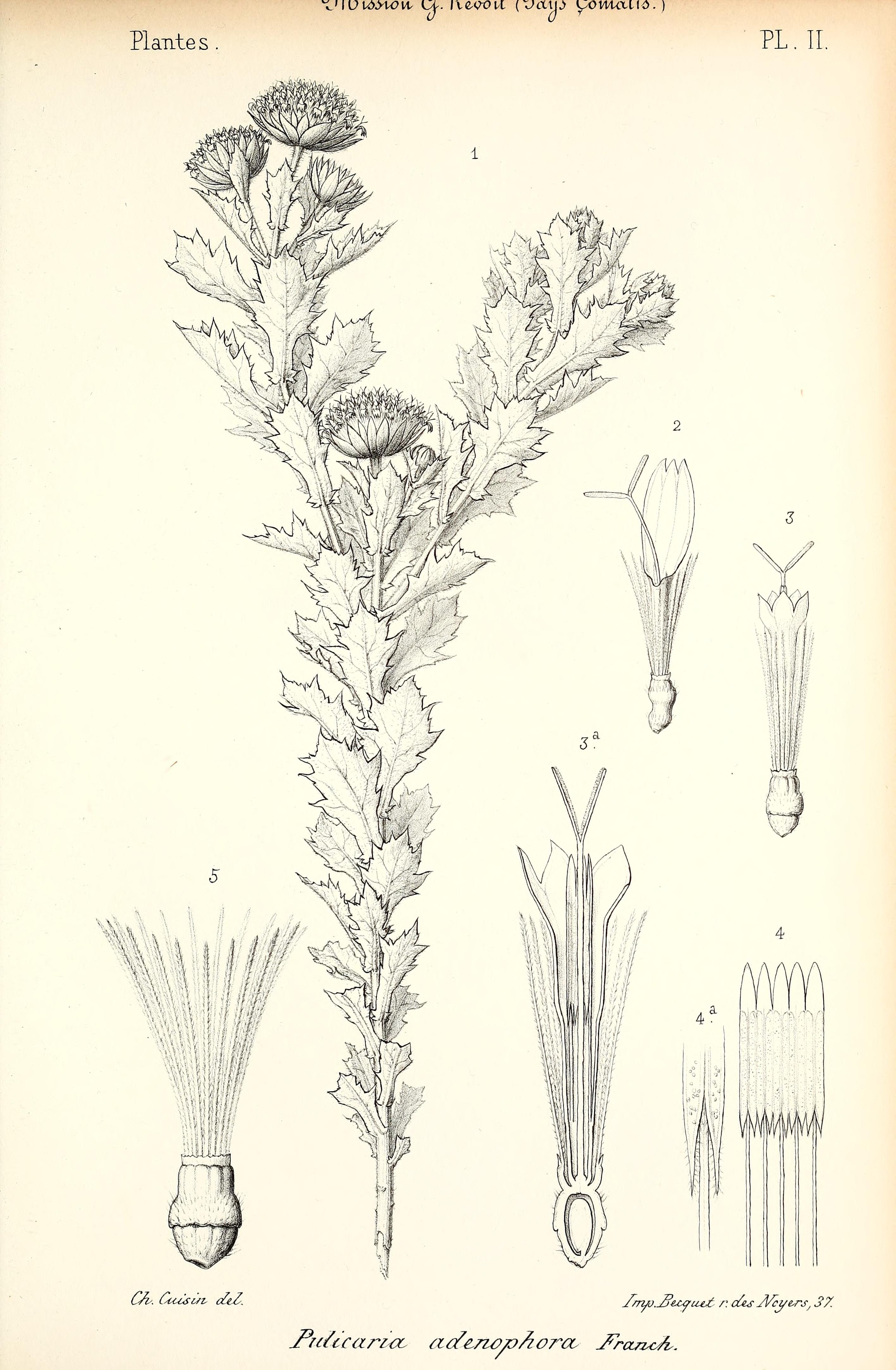
Pulicaria hildebrandtii

I - J - K - L - M - N
- Pulicaria incisa (Lam.) DC.
- Pulicaria insignis J.R.Drumm. ex Dunn
- Pulicaria jaubertii E.Gamal-Eldin
- Pulicaria kurtziana Vatke
- Pulicaria laciniata Thell.
- Pulicaria lanata E.Gamal-Eldin
- Pulicaria lanceifolia O.Schwartz
- Pulicaria lhotei Maire
- Pulicaria mauritanica Coss. ex Batt.
- Pulicaria migiurtinorum Chiov.
- Pulicaria monocephala Franch.
- Pulicaria mucronifolia (Boiss.) Anderb.
- Pulicaria nivea O.Schwartz
- Pulicaria nobilis E.Gamal-Eldin

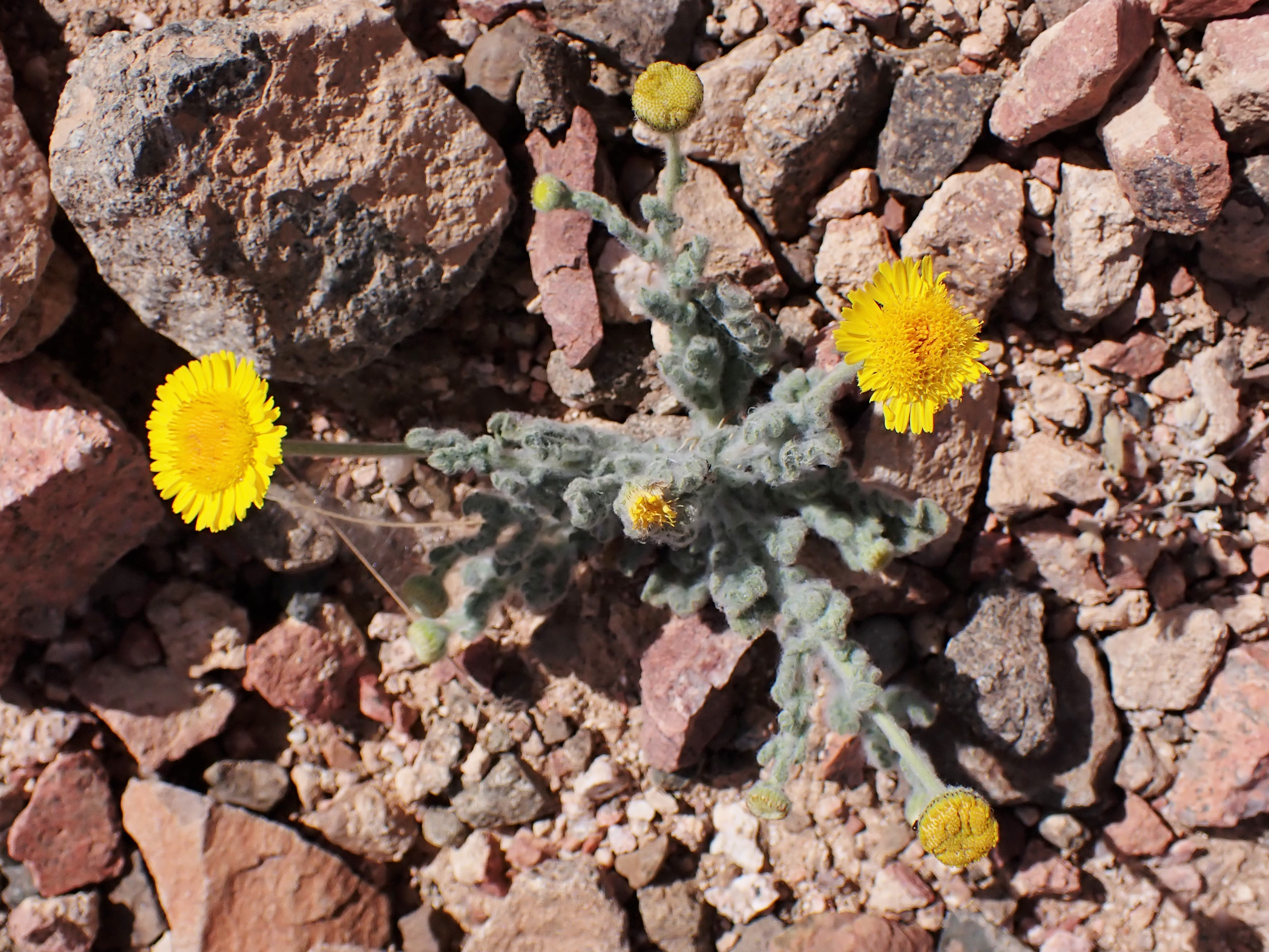
Pulicaria incisa

O - P - R - S
- Pulicaria odora (L.) Rchb.
- Pulicaria omanensis E.Gamal-Eldin
- Pulicaria paludosa Link
- Pulicaria petiolaris Jaub. & Spach
- Pulicaria pulvinata E.Gamal-Eldin
- Pulicaria rajputanae Blatt. & Hallb.
- Pulicaria rauhii E.Gamal-Eldin
- Pulicaria renschiana Vatke
- Pulicaria salviifolia Bunge
- Pulicaria samhanensis N.Kilian & P.Hein
- Pulicaria scabra (Thunb.) Druce
- Pulicaria schimperi DC.
- Pulicaria sericea E.Gamal-Eldin
- Pulicaria sicula (L.) Moris
- Pulicaria somalensis O.Hoffm.
- Pulicaria steinbergii E.Gamal-Eldin
- Pulicaria stephanocarpa Balf.f.

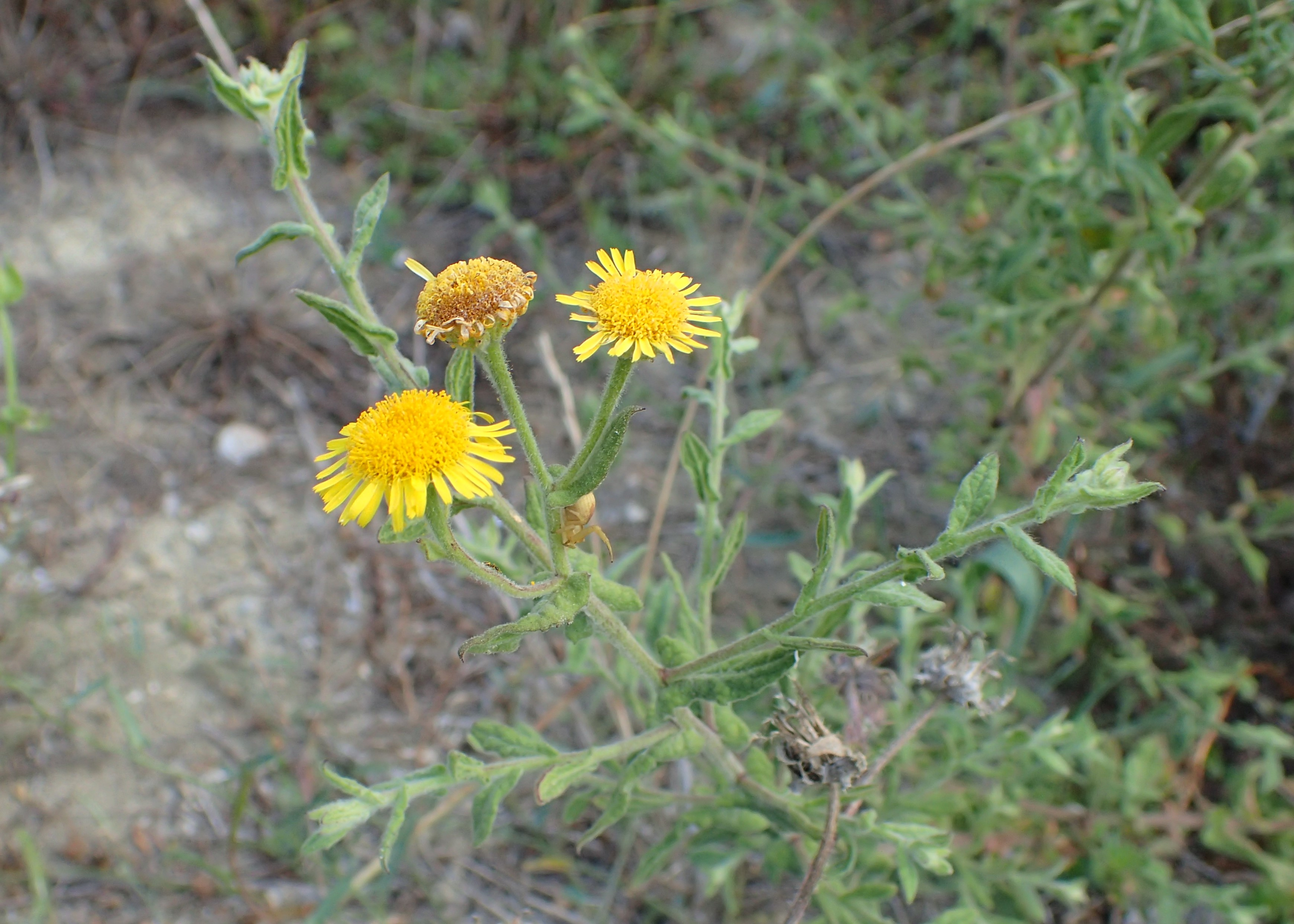
Pulicaria odora
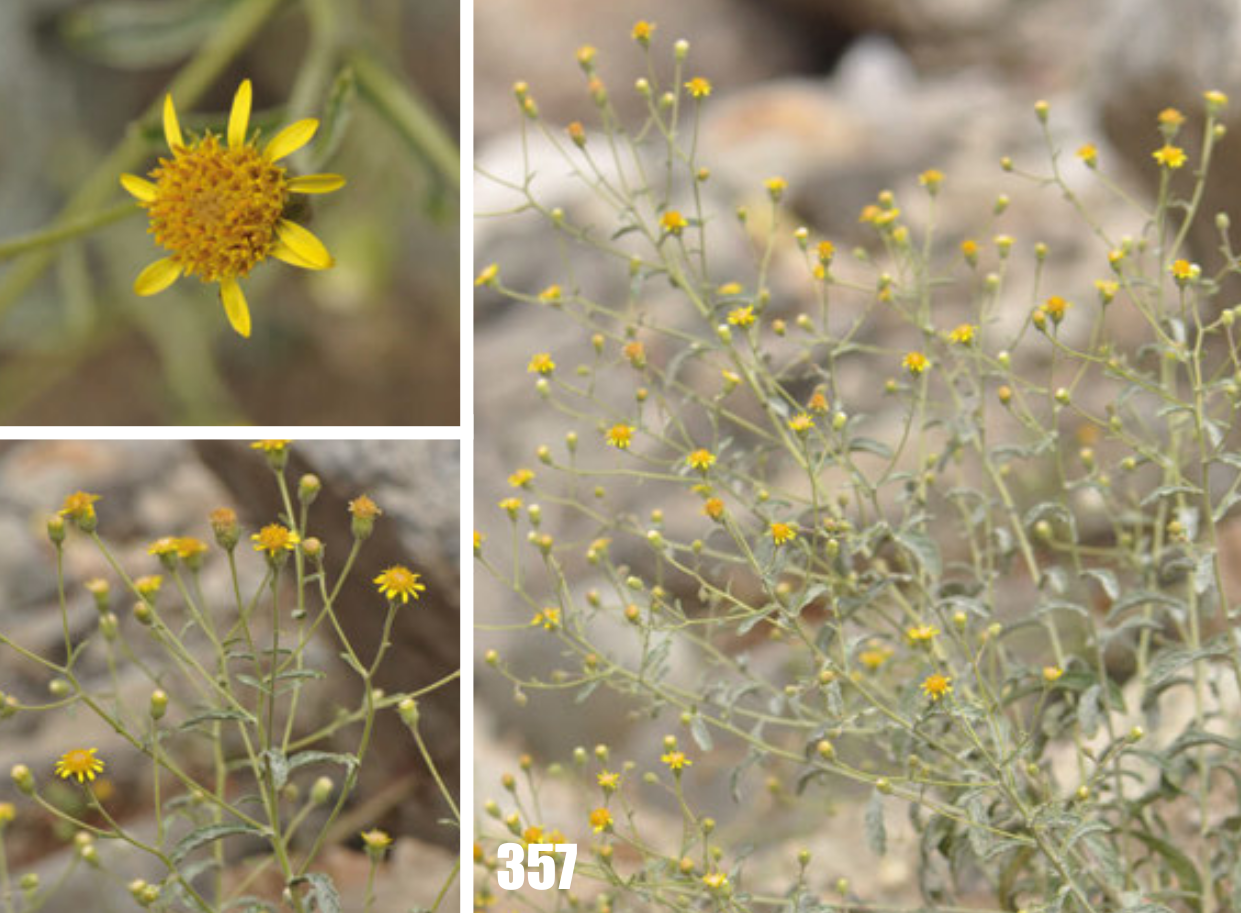
Pulicaria salviifolia
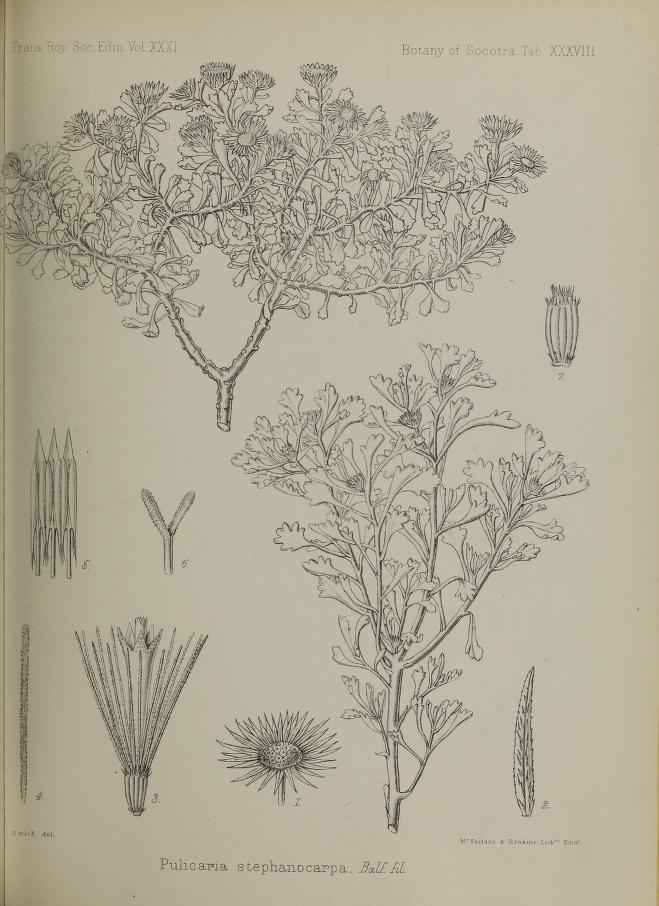
Pulicaria stephanocarpa

U - V - W
- Pulicaria undulata (L.) C.A.Mey.
- Pulicaria uniseriata N.Kilian
- Pulicaria velutina (Boiss. & Hausskn.) Anderb.
- Pulicaria vieraeoides Balf.f.
- Pulicaria volkonskyana Maire
- Pulicaria vulgaris Gaertn.
- Pulicaria wightiana (DC.) C.B.Clarke

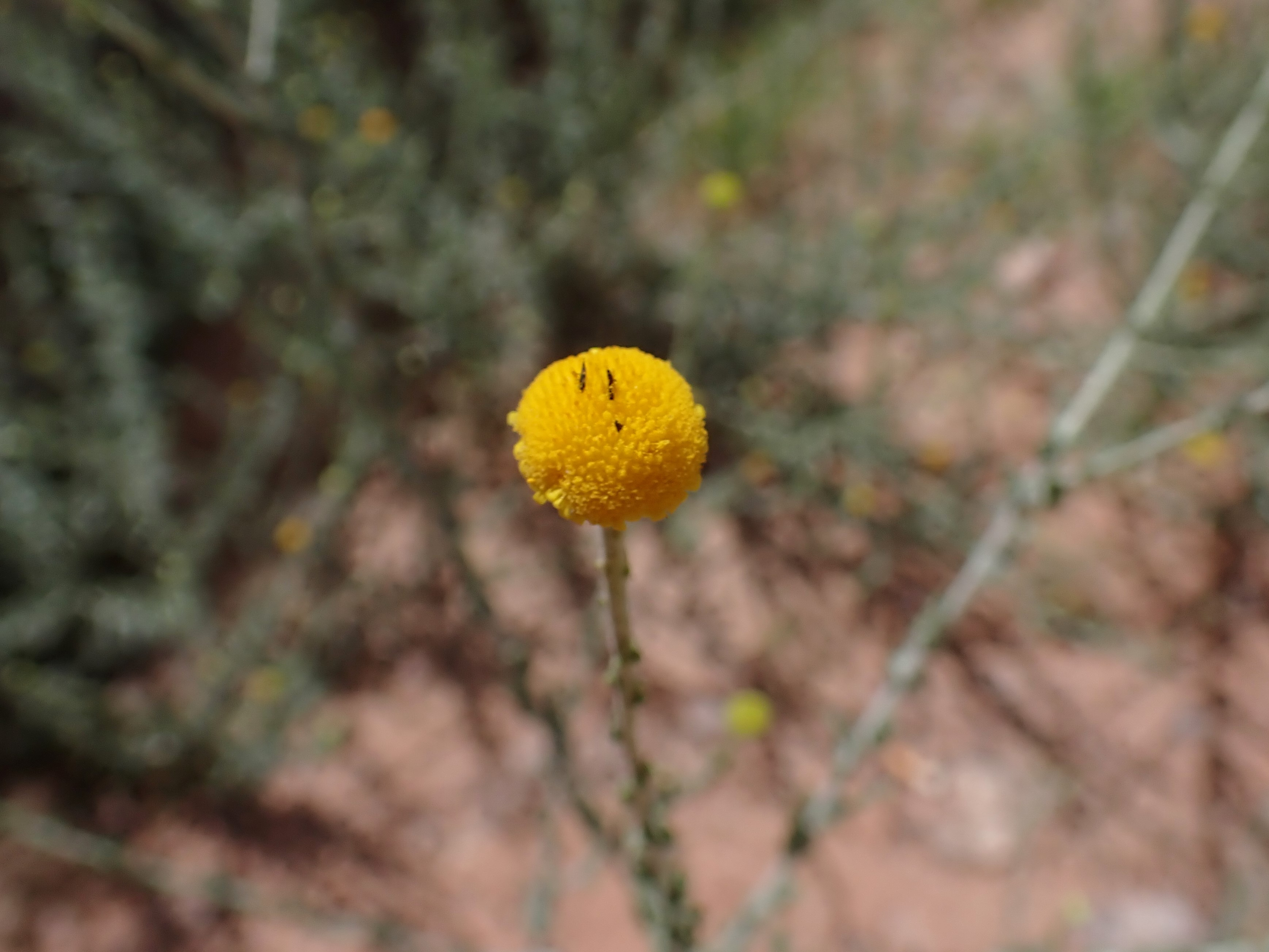
Pulicaria undulata
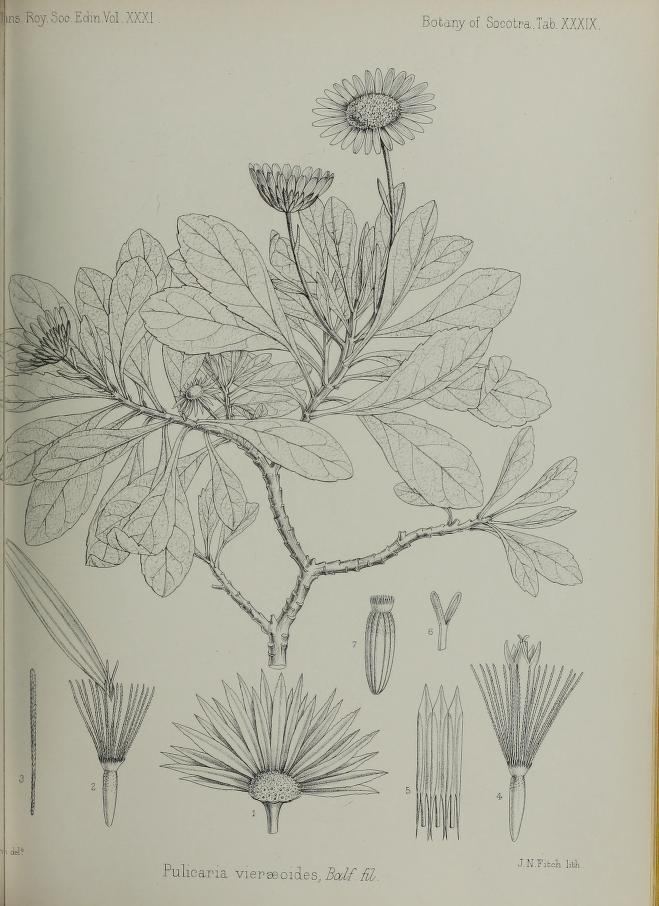
Pulicaria vieraeoides
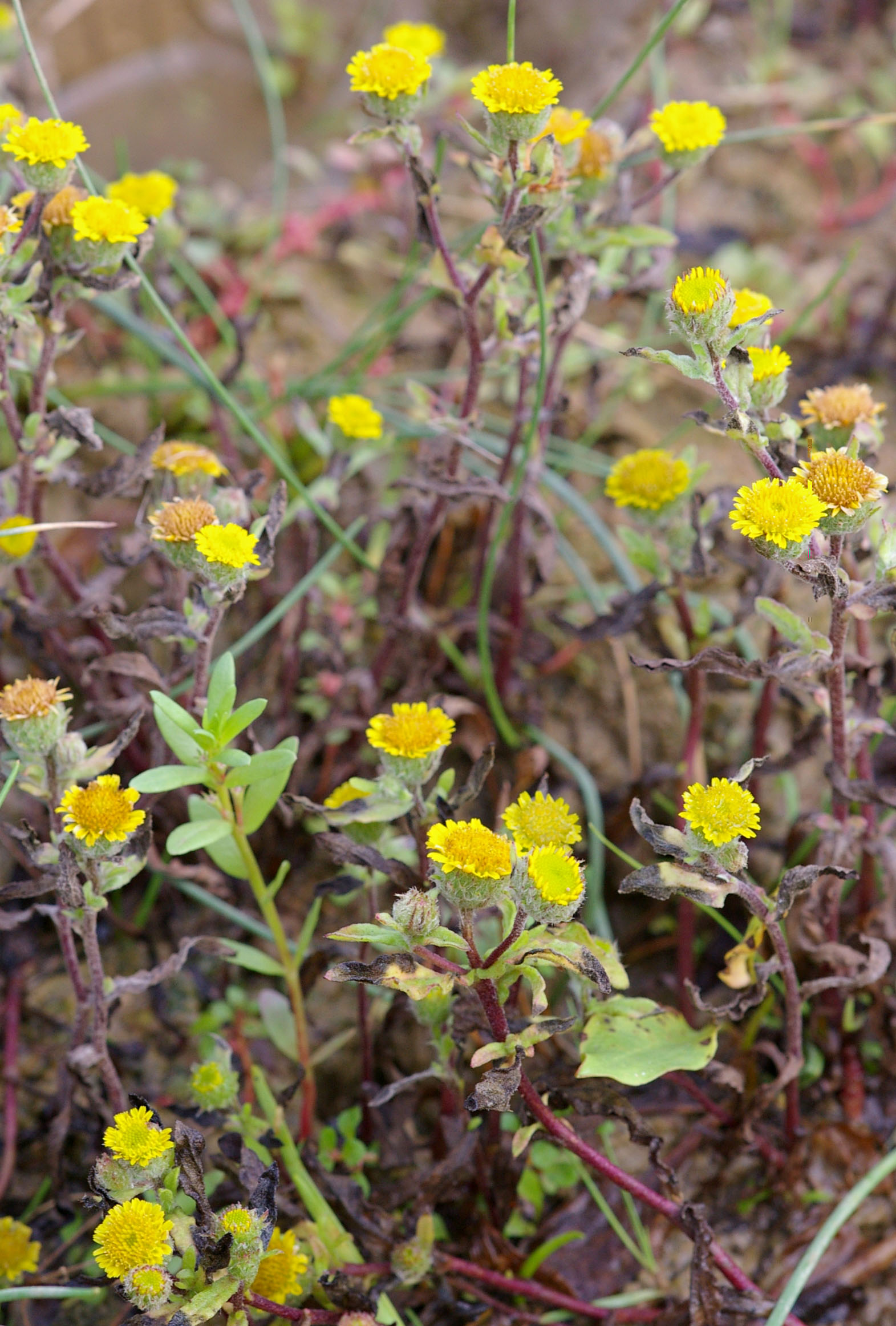
Pulicaria vulgaris
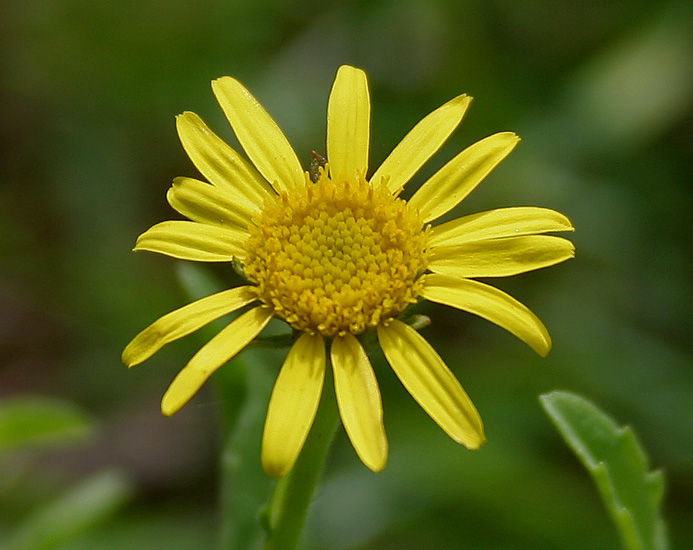
Pulicaria wightiana

### Sinonimi
Sono elencati alcuni sinonimi per questa entità:
- Duchesnia Cass.
- Francoeuria  Cass.
- Kiliana  Sch.Bip. ex Hochst.
- Platychaete  Boiss.
- Poloa  DC.
- Pterochaete  Boiss.
- Sclerostephane  Chiov.
- Strabonia  DC.
- Tubilium  Cass.

### Generi simili
Le “incensarie” possono essere confuse con le specie di altri generi quali Inula, Buphthalmum, Telekia, Erigeron, Pentanema e altre ancora. Sono tutte piante di tipo scaposo con foglie più o meno lanceolate e infiorescenza a capolini gialli con fiori ligulati raggianti. In particolare si distingue dal genere Inula per i pappi formati da una coroncina membranosa esterna e un ciuffo di peli interni.

### Specie spontanee italiane
Per meglio comprendere ed individuare le varie specie del genere (solamente per le specie spontanee della flora italiana) l'elenco seguente utilizza in parte il sistema delle chiavi analitiche (vengono indicate solamente quelle caratteristiche utili a distingue una specie dall'altra).

- 1A: il ciclo biologico di queste piante è annuo; i capolini hanno i fiori periferici con ligule molto ridotte;

Pulicaria sicula (L.) Moris - Incensaria siciliana: le foglie hanno una forma lineare e sono larghe 2 - 3 mm; il pappo possiede da 18 a 25 peli. L'altezza di queste piante è di 2 – 6 dm; la forma biologica è terofita scaposa (T scap); il tipo corologico è Steno – Mediterraneo. L'habitat tipico sono i luoghi umidi e i fossi; la distribuzione sul territorio italiano è abbastanza completa (manca nelle Alpi) fino ad una altitudine di 800 m s.l.m..
Pulicaria vulgaris Gaertner - Incensaria fetida: le foglie hanno una forma lanceolata e sono più larghe di 3 mm; il pappo possiede da 8 a 10 peli. L'altezza di queste piante è di 1 –  4 dm; la forma biologica è terofita scaposa (T scap); il tipo corologico è Paleotemperato. L'habitat tipico sono i fanghi e prati umidi e sponde dei torrenti; la distribuzione sul territorio italiano è relativa al nord e al centro (è comunque presente anche nelle isole) fino ad una altitudine di 800 m s.l.m..
Pulicaria clausonis Pomel: l'altezza è ridotta e le foglie sono più tomentose rispetto alla specie P. sicula; i capolini sono più piccoli (5-7 mm). La distribuzione in Italia è da verificare.
- 1B: il ciclo biologico di queste piante è perenne; le ligule dei fiori periferici sono raggianti e molto più lunghe dell'involucro;

Pulicaria dysenterica (L.) Bernh. - Incensaria comune: le foglie basali sono caduche all'antesi, quelle cauline sono amplessicauli con base cordata; il pappo possiede da 14 a 20 peli. L'altezza di queste piante è di 3 – 7 dm; la forma biologica è emicriptofita scaposa (H scap); il tipo corologico è Euri - Mediterraneo. L'habitat tipico sono i fanghi e prati umidi e le paludi; la distribuzione sul territorio italiano è completa fino ad una altitudine di 1500 m s.l.m..
Pulicaria odora (L.) Rchb. - Incensaria odorosa: le foglie basali sono persistenti all'antesi, quelle cauline sono amplessicauli con base non cordata; il pappo possiede da 10 a 12 peli. L'altezza di queste piante è di 3 – 9 dm; la forma biologica è emicriptofita scaposa (H scap); il tipo corologico è Euri - Mediterraneo. L'habitat tipico sono le macchie, le radure e i cedui; la distribuzione sul territorio italiano è soprattutto al centro e sud fino ad una altitudine di 1000 m s.l.m..